# Guadeloupe-Stabschrecke
Die Guadeloupe-Stabschrecke (Lamponius guerini), die auch als Zimtstabschrecke bezeichnet wird, ist eine Art aus der Ordnung der Gespenstschrecken (Phasmatodea).

## Merkmale
Die in beiden Geschlechtern vollständig flügellose Guadeloupe-Stabschrecke wirkt insbesondere im weiblichen Geschlecht kompakter als es die Bezeichnung Stabschrecke vermuten lässt. Die Weibchen werden zwischen 80 und 95 Millimeter lang und haben etwa 40 Millimeter lange Antennen. Ihre Hinterleibssegmente fünf bis sieben sind durch seitliche, halbrunde Lappen (Loben) verbreitert. Die Basis der Vorderbeine ist stets rötlich gefärbt. Die Tiere selbst treten in verschiedenen Farbformen auf. Es gibt sowohl fast weiße, als auch einheitlich hellbraun bis orangebraun oder beinahe schwarz gefärbte Weibchen. Häufig finden sich Weibchen, die auf meist dunkler Grundfarbe ein helles, fast weißes Muster zeigen. Diese haben oft auf dem Metathorax einen hellen Fleck in Form einer nach hinten weisenden Pfeilspitze. Ein zweiter befindet sich am hinteren Rand des Metathorax. Neben kleineren Flecken auf den vorderen Hinterleibssegmenten findet sich ein weiterer, der große Teile des vierten und siebten und den gesamten dorsalen Bereich des fünften und sechsten Segmentes weiß färbt. An der Hinterleibsbasis sowie auf dem siebten und besonders auffällig auf dem achten Segment können dunkelbraune, teilweise fast schwarze, paarig angeordnete Areale vorhanden sein. Besonders die hinteren wirken wie Augenflecken und erwecken bei flüchtiger Betrachtung den Eindruck es handele sich bei der Abdomenspitze um den Kopf. Außerdem treten beispielsweise Tiere auf, die einen weißen Längsstrich zeigen. Auch bei den etwa 70 bis 75 Millimeter langen Männchen, deren Antennen eine Länge von 50 Millimeter haben können, gibt es mehrere Farbformen. Oft sind die gemusterten Männchen nicht ganz so kontrastreich gezeichnet. Die dunklen Areale fehlen meist und die hellen Flecken haben eine etwas andere Form und sind nicht so scharf abgegrenzt. Ihre Grundfarbe ist meist eher rotbraun bis olivgrün. Beide Geschlechter haben auf dem gesamten Körper kleine Pusteln, die bei den Weibchen deutlich größer sind.

## Systematik
Die Art wurde von Henri de Saussure 1868 unter dem Namen Pygirhynchus guerini beschrieben. Im Jahr 1907 wurde sie von Karl Brunner-von Wattenwyl als Ocnophila adulterina, 1913 noch einmal von Carl als Antillophilus brevitarsus und 1938 von James Abram Garfield Rehn und Morgan Hebard als Lamponius dominicae beschrieben. Später wurden diese Namen als Synonyme zu Lamponius guerini erkannt.
Die Syntypen, bei denen es sich um zwei Männchen, vier Weibchen und eine Nymphe handelt, werden im Naturhistorischen Museum Wien aufbewahrt.

## Vorkommen, Verhalten und Fortpflanzung
Die Guadeloupe-Stabschrecke ist, wie ihr Trivialname schon vermuten lässt, in Guadeloupe beheimatet. Als Abwehrstrategie wird die Schreckstarre dem Abwerfen von Beinen (Autotomie) vorgezogen.
Die Weibchen lassen pro Woche etwa 10 bis 15 Eier zu Boden fallen. Diese sind gut 3 bis 3,5 Millimeter lang, knapp 2,5 bis 3 Millimeter breit und etwa 16 Milligramm schwer. Aus diesen Eiern, die durch ihre graugrüne Farbe und die raue, borkenähnliche Oberfläche gut getarnt sind, schlüpfen nach etwa vier bis fünf Monaten die Nymphen, die nach weiteren vier Monaten zur Imago herangewachsen sind. Adulte Tiere erreichen ein Alter von weiteren zehn bis zwölf Monaten.

## Terrarienhaltung
Bereits im Jahre 1984 brachte ein französischer Liebhaber ein Pärchen dieser Stabschrecke aus Guadeloupe mit und vermehrte die Art erfolgreich. Da sie zu den leicht zu pflegenden Gespenstschrecken zählt, ist sie seither in den Terrarien der europäischen Liebhaber zu finden. Gefressen werden neben Brombeerblättern auch noch andere Rosengewächse, sowie Eiche, Feuerdorn, Eukalyptus und Efeu. Die Nahrungspflanzen werden als belaubte Zweige in enghalsigen Vasen in das Terrarium gestellt und etwa alle zwei Tage mit Wasser besprüht (Blumensprüher). Die Eier können auf Boden belassen werden, wenn dieser feucht und schimmelfrei gehalten wird oder zur besseren Kontrolle in einen einfachen Inkubator überführt werden.
Die Art wird von der Phasmid Study Group unter der PSG-Nummer 101 geführt.

## Bilder

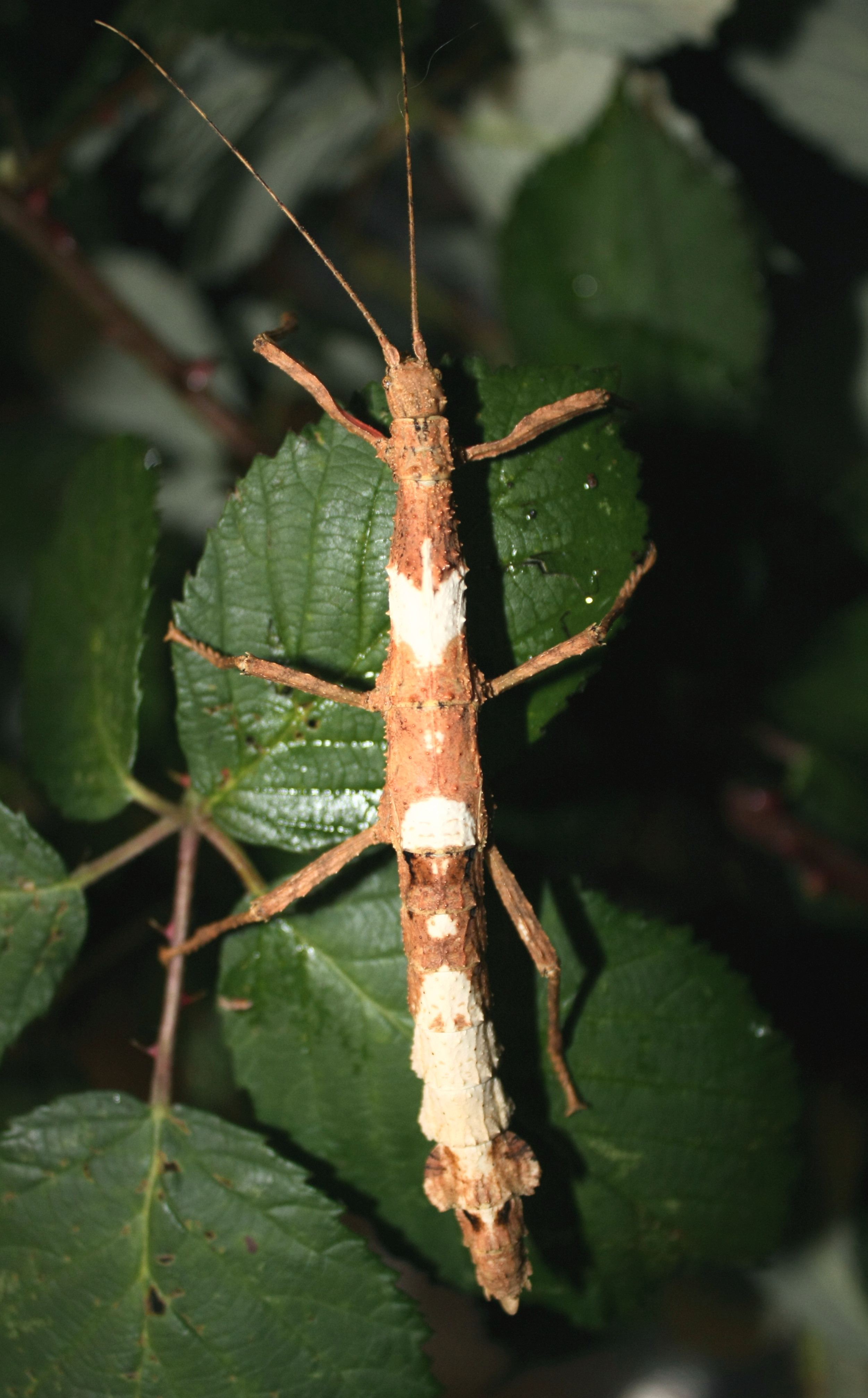
Weibchen
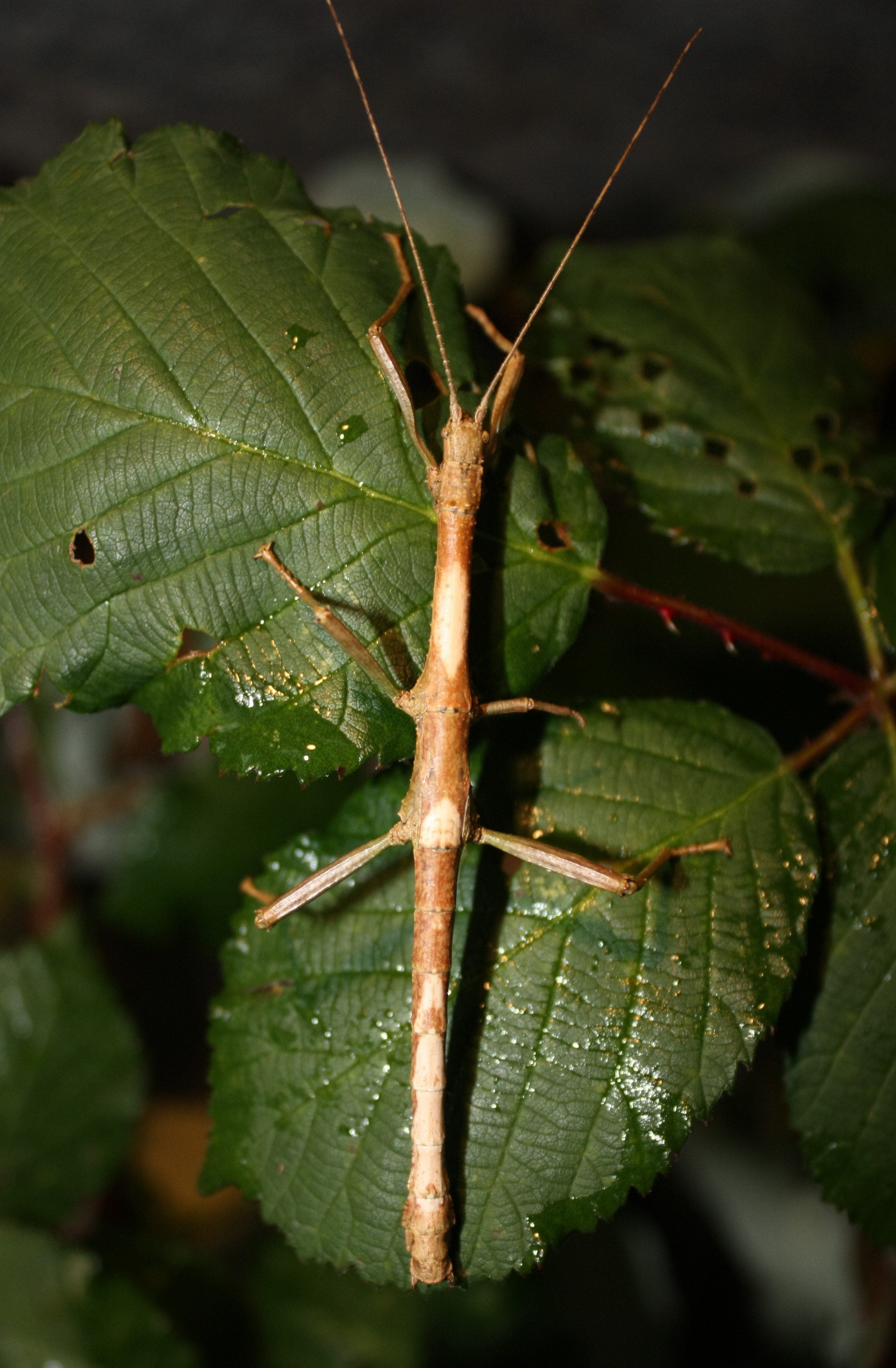
Männchen
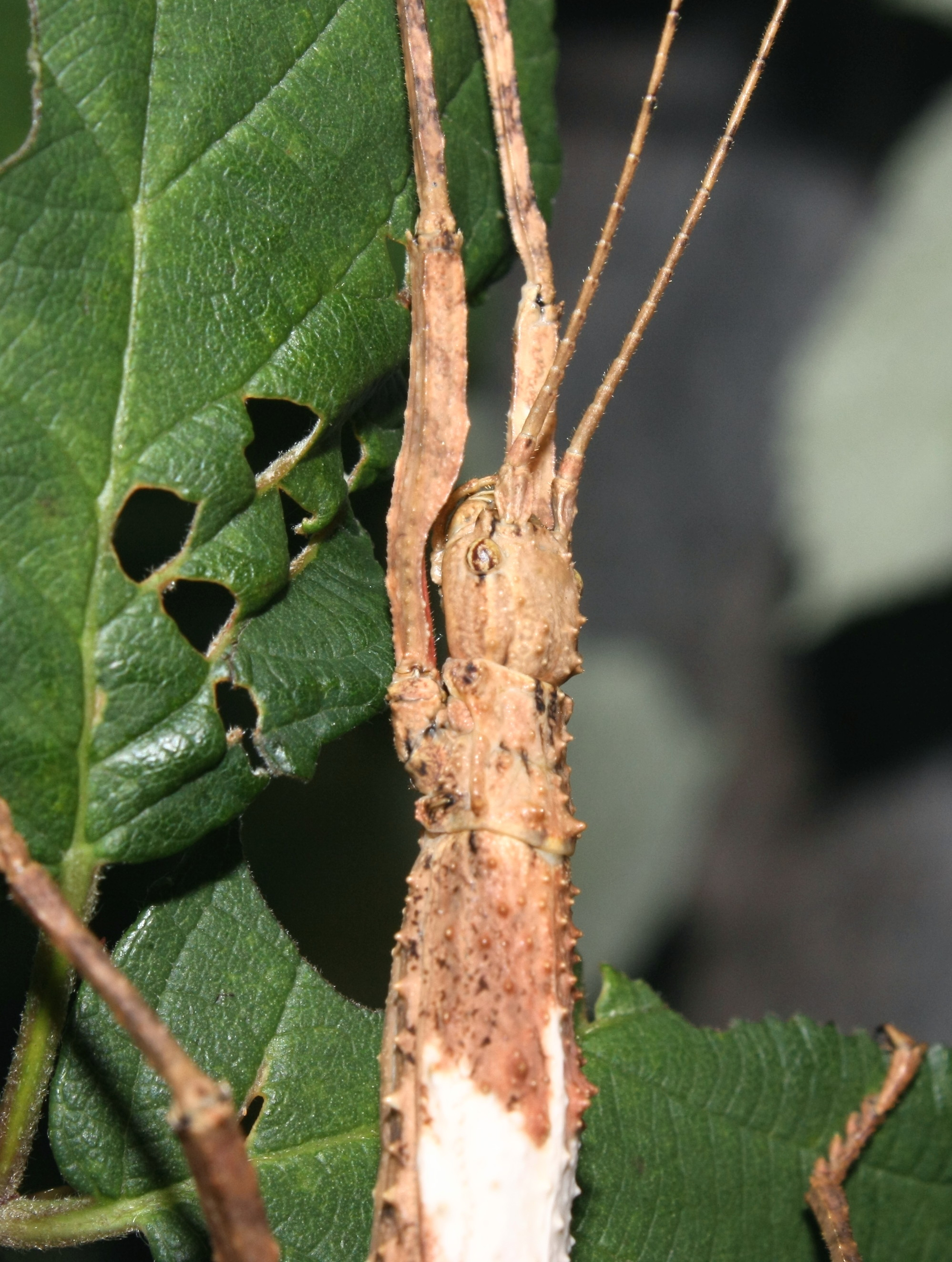
Porträt eines Weibchens
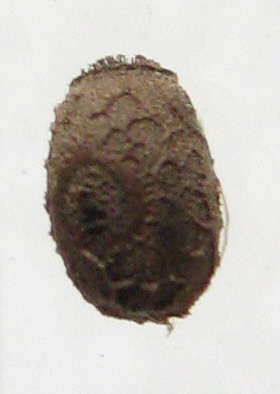
Ei